# Camaret-sur-Mer
 Camaret-sur-Mer  (en bretón Kameled) es una población y comuna francesa, situada en la región de Bretaña, departamento de Finisterre, en el distrito de Châteaulin y cantón de Crozon.

## Demografía
| 3649 | 3593 | 3272 | 3047 | 2933 | 2668 |
| Para los censos de 1962 a 1999 la población legal corresponde a la población sin duplicidades (Fuente: INSEE [Consultar]) |      |      |      |      |      |